# ملیان (سرزمین میانه)
در رشته‌افسانه‌های جان رونالد روئل تالکین، ملیان (در زبان سینداری به معنای "هدیه عزیز یگانه ارو است") یکی از مایار بوده و همسر الوه تینگول، مادر لوتین و ملکه دوریات می باشد. پس بنای دوریات در سرزمین میانی وی با قدرت بسیار بالا خود حصاری(کمربند ملیان) دور این شهر ایجاد کرده تا مانع ورود کسانی که وی نمیخواهد بشود کی هیچ کس نمی توانست بدون اجازه وارد دوریات شود این قدرت بسیار بالا توسط ارو ایلوواتار به ملیان داده شده بود کی ملکور نمی توانست وارد قلمروی دوریات شود  . پس از کشته شدن تینگول توسط دورف ها هیچ کس به قلمروی  دوریات وارد نمی توانست  پس مرگ تینگول ملیان تا عصر دوم در سرزمین میانه باقی مانده و به والینور رفت و به باغ های لورین در والینور بازگشت. ازدواج وی با تینگول که تنها مورد ازدواج یک آینو با یک الف یا انسان بود باعث شد صفات مایاری خون ملیان به آنها نیز منتقل شود.